# Élections législatives camerounaises de 1964
Des élections législatives ont eu lieu au Cameroun le 24 avril 1964. Ce sont les premières depuis la réunification du pays. Elles sont largement remportées par l'Union Camerounaise qui obtient 40 des 50 sièges.

## Résultats
L'Union Camerounaise remporte largement le scrutin avec 40 sièges sur 50. Le Kamerun National Democratic Party, victorieux dans l'Ouest, obtient les 10 sièges restants.
| Parti                                      | Est       | Est  | Ouest   | Ouest | Sièges |
| Parti                                      | Votes     | %    | Votes   | %     | Sièges |
| ------------------------------------------ | --------- | ---- | ------- | ----- | ------ |
| Union Camerounaise                         | 1 863 614 | 93,5 | -       | -     | 40     |
| Parti démocratique national du Kamerun     | -         | -    | 192 081 | 76,1  | 10     |
| Parti des démocrates camerounais           | 129 571   | 6,5  | -       | -     | 0      |
| Convention nationale du peuple camerounais | -         | -    | 60 485  | 23,9  | 0      |
| Votes blancs/invalides                     |           | -    |         | -     | -      |
| Total                                      |           | 100  |         | 100   | 50     |